# Phoberocyon hispanicus
Il Phoberocyon hispanicus fu una specie appartenente al genere Phoberocyon.
Essa era diffusa in Iberia nel Miocene. Era una specie onnivora.